# Holly Golightly
Pour les articles homonymes, voir Golightly.
Holly Golightly est une chanteuse-auteur-compositeur-interprète britannique née le 7 septembre 1966. Ses parents l'ont appelée ainsi d'après un personnage du roman Petit Déjeuner chez Tiffany (Breakfast at Tiffany's) de Truman Capote.
Elle a été membre du groupe exclusivement féminin Thee Headcoatees, avant de se lancer dans une carrière solo et de publier 13 albums studio au son rhythm and blues et rockabilly. Elle a par ailleurs collaboré avec d'autres artistes, tels que Billy Childish, Rocket From The Crypt et surtout The White Stripes (sur la piste It's True That We Love One Another de leur album Elephant). Elle a également participé à la bande son du film Broken Flowers. Elle a publié son dernier album, Do the Get Along, en 2018.

## Carrière musicale
Alors qu'elle était en couple avec le batteur de Thee Headcoats, Bruce Brand, Holly a participé à une performance chantée improvisée avec son groupe. Le fondateur de Thee Headcoats, Billy Childish, l'a ensuite ajoutée à la formation des The Delmonas et a changé leur nom en Thee Headcoatees. Ce groupe était principalement un groupe de garage qui accompagnait Thee Headcoats.
Holly Golightly a commencé sa carrière solo en 1995 tout en restant membre active de Thee Headcoatees jusqu'à leur séparation en 1999. Dans sa carrière solo, elle s'est inspirée du rhythm and blues, du rockabilly et des sonorités des années 1960 et antérieures.
Elle est collectionneuse de chansons anciennes rares qu'elle reprend souvent. Elle a sorti 13 albums en solo et a collaboré avec plusieurs artistes, dont Billy Childish, Rocket from the Crypt et The White Stripes. Deux de ses chansons figurent sur la bande originale du film Broken Flowers de Jim Jarmusch : "There Is an End (featuring Holly Golightly)" des The Greenhornes (également présent sur l'album Dual Mono des Greenhornes) et "Tell Me Now So I Know" (tiré de son album Truly She Is None Other), une chanson écrite par Ray Davies.

## Discographie

### Albums
- The Good Things (1995)
- The Main Attraction (1996)
- Laugh It Up (1996)
- Painted On (1997)
- Up the Empire (1998) (Live)
- Serial Girlfriend (1998)
- In Blood (1999) (avec Billy Childish)
- God Don’t Like It (2000)
- Live In America (2000)
- Desperate Little Town (2001) (avec Dan Melchior)
- Singles Round-Up (2001) (compilation)
- Truly She Is None Other (2003)
- Down Gina’s At 3 (2004) (live)
- Slowly but Surely (2004)
- My First Holly Golightly Album (2005) (compilation avec huit nouveaux morceaux)
- You Can't Buy a Gun When You're Crying (2007) (Holly Golightly & the Brokeoffs)
- Nobody Will Be There (2007) (Holly Golightly & the Brokeoffs)
- Dirt Don't Hurt (2008) (Holly Golightly & the Brokeoffs)
- Medicine County (2010) (Holly Golightly & the Brokeoffs)